# Мухаммед III Богра-хан
Мухаммад ІІ (Мухаммед хан) — 9-й хан Восточно-Карахандинского ханства (1156—1180). Сын Ибрагим хана II, был становленником Западный Ляо. 1158 году Ибрагим умер, и Мухаммед унаследовал трон Восточного Карахана. Восточно-Караханское ханство оставалось принадлежит вассалом Западный Ляо. Получил от гурхана Елюй Иле титул илек-туркмен (глава тюрок). 1158 помог обуздать новое восстание в Западно-караханидском ханстве. Впрочем, потерпел поражение в битве у Зеравшана от хорезмшаха Ил-Арслан.
В 1171 году участвовал в войне против Хорезма. 1175 присоединился к военной кампании против найманов. С 1177 года постепенно избрал политику получения самостоятельности, пользуясь ослаблением Каракитайского ханства с 1179 года.
1180 году Мухаммед умер, и его сын Юсуф хан взошел на трон.